# Kelly Brook
Kelly Brook, pseudonimo di Kelly Ann Parsons (Rochester, 23 novembre 1979), è una modella, attrice e conduttrice televisiva britannica.

## Biografia
Kelly Brook è nata a Rochester, nella contea inglese del Kent, da Sandra, cuoca di professione, e Kenneth, muratore, scomparso nel 2007 a 57 anni.
Brook studiò presso la Thomas Aveling School di Rochester e frequentò l'Italia Conti Academy of Theatre Arts di Londra per tre anni prima di intraprendere la professione di modella.

### Attività da modella
La sua carriera iniziò a 16 anni a seguito della vittoria in un concorso di bellezza.
Tra le varie campagne pubblicitarie cui in seguito prestò il volto figurano Lager Foster, Renault Mégane, le patatine Walkers, Piz Buin e Bravissimo, marchio di moda intima, richiamando così l'attenzione di tabloid quali il Daily Star.
In seguito giunsero servizi fotografici per riviste destinate al pubblico maschile quali GQ, Loaded e FHM.
Nel febbraio 2007 firmò un contratto con la Unilever per rappresentare Axe e nel 2010 fu testimonial per la campagna pubblicitaria del produttore di lingerie Ultimo.
A settembre di quello stesso anno Brook apparve nuda sull'edizione statunitense della rivista Playboy dietro compenso di 350 000 sterline e, a novembre, fu tra coloro che consegnarono uno dei premi degli MTV Europe Music Awards.
Dal 2011 Kelly Brook, in collaborazione con New Look, produce la propria linea di costumi da bagno, per la quale è anche modella.

### Attività televisiva
Fin dal 1997 Brook presenta programmi per i giovani sui canali MTV, Granada Television e Trouble TV.
Nel febbraio 1999 fu scelta per rimpiazzare Denise van Outen nel programma The Big Breakfast; lasciò lo show nel luglio successivo. Nel 2005 condusse il reality show Celebrity Love Island per ITV. Nel 2007 prese parte alla gara di ballo Strictly Come Dancing su BBC One, partner di Brendan Cole, ma abbandonò la competizione dopo nove puntate a causa della morte di suo padre; un anno più tardi fu giudice a Dirty Dancing: The Time of Your Life .

### Attività di attrice
Kelly Brook debuttò al cinema nel 2000 in un ruolo minore nel thriller britannico Sorted; nel 2001 ebbe una breve parte nell'horror anglo-canadese Ripper - Lettera dall'inferno (il suo personaggio è il primo a essere ucciso) e, tra il 2001 e il 2002, fu Victoria, la fidanzata di Lex Luthor, in quattro episodi della serie televisiva Smallville.
La prima grande produzione cui prese parte fu The Italian Job (2003) e il primo ruolo da protagonista venne in School for Seduction.
In seguito ebbe parti in diverse produzioni drammatiche quali House of 9 e L'isola dei sopravvissuti.
Nel 2009 apparve come se stessa nella seconda stagione di Moving Wallpaper e fu nuovamente in un horror in Piranha 3D del 2010. Per quanto riguarda l'attività teatrale, Brook fu Anya in Eye Contact ad Hammersmith. A fine 2008 recitò in Fat Pig di Neil LaBute al Comedy Theatre di Londra. Da novembre 2009 fu Celia in Calendar Girls al Noel Coward Theatre.

### Vita privata
Kelly Brook ebbe una relazione quadriennale con l'attore Billy Zane, conosciuto sul set dell'Isola dei sopravvissuti nel 2004.
I due fissarono il matrimonio per metà 2008, ma la morte del padre di Kelly Brook fece slittare i piani e nel frattempo la coppia si separò ad aprile, pochi mesi prima della data inizialmente prevista.
Pochi mesi più tardi avviò una relazione con il rugbista inglese Danny Cipriani; durante tale unione, mai ufficialmente cessata ma che vide la coppia prendere strade separate per diverso tempo, principalmente perché Brook non volle seguire Cipriani nel suo trasferimento in una squadra di rugby a Melbourne, in Australia, Brook rimase incinta di un altro rugbista, lo scozzese Thom Evans, anche se la gravidanza si risolse in un aborto spontaneo al quinto mese.

## Filmografia

### Cinema
- Sorted, regia di Alexander Jovy (2000)
- Ripper - Lettera dall'inferno, regia di John Eyres (2001)
- Absolon, regia di David DeBartolomé (2003)
- The Italian Job, regia di F. Gary Gray (2003)
- Eye Contact, regia di Conrad Montgomery - cortometraggio (2003)
- School for Seduction, regia di Sue Heel (2004)
- House of 9, regia di Steven R. Monroe (2005)
- Deuce Bigalow - Puttano in saldo, regia di Mike Bigelow (2005)
- L'isola dei sopravvissuti, regia di Stewart Raffill (2005)
- In the Mood, regia di Hannah Robinson - cortometraggio (2006)
- Fishtales, regia di Alki David (2007)
- Piranha 3D, regia di Alexandre Aja (2010)
- Removal, regia di Nick Simon (2010)

### Televisione
- The (Mis)Adventures of Fiona Plum - film TV (2001)
- Smallville - serie TV, 4 episodi (2002)
- Romy & Michelle - Quasi ricche e famose - film TV (2005)
- Miss Marple – serie TV, episodio 2x02 (2006)
- Hotel Babylon - serie TV, episodio 2x03 (2007)
- Skins - serie TV, episodio 5x03 (2011)
- One Big Happy - serie TV (2015)

## Doppiatrici
- Georgia Lepore in Smallville
- Chiara Colizzi in Romy & Michelle - Quasi ricche e famose
- Francesca Manicone in Piranha 3D
- Emanuela Baroni in L'isola dei sopravvissuti